# Burma Research Society
La Burma Research Society (birman : မြန်မာနိုင်ငံ သုတေသန အသင်း, société de recherche birmane) est une ancienne société savante de recherche historique sur la Birmanie. Son objectif était « l'étude et l'encouragement de l'art, de la science et de la littérature en rapport avec la Birmanie et les pays voisins ».
Elle a été fondée le 29 mars 1910 lors d'une réunion à la Bernard Free Library (en) à Rangoun par JS Furnivall (en), John Alexander Stewart (en), Gordon Luce (en), Pe Maung Tin (en) et Charles Duroiselle. Elle a publié à partir de 1911 des recherches originales dans le Journal of the Burma Research Society (en). Le Journal of the Burma Research Society (1911–1977) comprend 59 volumes, soit 132 numéros et plus de 1 300 articles. À partir de la prise du pouvoir par Ne Win en 1962, sa publication a été soumise au contrôle du gouvernement, qui a fini par l'interdire en 1980, en même temps que la Burma Research Society.
La société publiait également des manuscrits historiques et littéraires en langue birmane et des livres de classe. Pour son cinquantième anniversaire en 1960-61, elle a publié deux volumes : le premier rassemble des communications lues lors de sa conférence anniversaire, le deuxième, de 524 pages, reprend des articles plus anciens du Journal.